# Professional Wrestling Hall of Fame and Museum
O Hall da Fama e Museu da Luta Profissional (no original: Professional Wrestling Hall of Fame and Museum) é um salão da fama para personalidades de luta livre profissional baseado em Wichita, Texas (e previamente em Amsterdam e  Schenectady, ambos em Nova Iorque. Ele foi oficialmente criado em 2002. Desde então, anualmente, são induzidos novos membros.
Até 2018, houve um total de 199 homenageados, divididos em oito alas e dois prêmios: 37 membros na Era Pioneira, para lutadores ativos entre 1865 e 1942; 34 membros na Era da Televisão, para lutadores ativos entre 1943 e 1984; 36 membros na Era Moderna, para lutadores ativos a partir de 1985; 17 membros na ala Lutadoras, exclusiva para mulheres, independente dos anos em atividade; quatro membros da ala de Lutadores Anões, exclusiva para lutadores com nanismo, extinta em 2005; 16 duplas e grupos; 17 membros na ala Território / Colegas, exclusiva para promotores, roteiristas, repórteres, managers e demais ocupações fora do ringue;  13 membros da ala Internacionais, para lutadores estrangeiros independente dos anos de atividade; um membro na ala Árbitros; e um membro da ala Executivos. Além disso, quatro personalidades receberam o Prêmio Senador Hugo Farley (entre 2006 e 2009) para lutadores que contribuíram em áreas além da luta profissional, e seis receberam o Prêmio PWHF Estado de Nova Iorque (entre 2003 e 2005) para lutadores que contribuíram com a luta profissional do estado-natal da instituição, Nova Iorque.

## Introduzidos

### Era Pioneira
| Ano  |   | Nome no ringue (Nome real)                 | Notas |
| ---- | - | ------------------------------------------ | --- |
| 2002 |   | Frank Gotch                                | Indução póstuma. Primeiro americano a ganhar o Campeonato Mundial dos Pesos-Pesados e creditado como um dos responsáveis pela popularização da luta profissional nos Estados Unidos. |
| 2002 |   | Georg Hackenschmidt                        | Indução póstuma. Reconhecido como primeiro vencedor do Campeonato Mundial dos Pesos-Pesados. |
| 2002 |   | Ed "Strangler" Lewis (Robert Friedrich)    | Indução póstuma. Quatro vezes Campeão Mundial dos Pesos-Pesados. |
| 2002 | — | Jim Londos (Chris Theophelos)              | Indução póstuma. Um dos lutadores mais populares dos anos 1930 e 1940. Uma vez Campeão Mundial dos Pesos-Pesados. |
| 2002 | — | Joe Stetcher                               | Indução póstuma. Três vezes Campeão Mundial dos Pesos-Pesados e primeiro lutador a conquistar o título mais de uma vez. |
| 2002 |   | Lou Thesz (Aloysius Thesz)                 | Indução póstuma. Três vezes e recordista de dias como Campeão Mundial dos Pesos-Pesados da NWA e duas vezes Campeão Mundial dos Pesos-Pesados. Creditado como inventor do belly to back waistlock suplex, powerbomb, stepover toehold facelock (STF) e Thesz press.                                                                                                |
| 2003 |   | Martin "Farmer" Burns                      | Indução póstuma. Ícone do catch wrestling. |
| 2003 |   | Stanislaus Zbyszko (Jan Cyganiewicz)       | Indução póstuma. Duas vezes Campeão Mundial dos Pesos-Pesados |
| 2004 |   | William Muldoon                            | Indução póstuma. Duas vezes Campeão Mundial Greco-Romano dos Pesos-Pesados e primeiro presidente da Comissão Atlética de Nova Iorque. |
| 2004 | — | Angelo Savoldi (Mario Louis Fornini)       | Cinco vezes Campeão Mundial dos Pesos-Pesados Junior da NWA e promotor da International Championship Wrestling (ICW). |
| 2005 | — | Orville Brown                              | Primeiro Campeão Mundial dos Pesos-Pesados da NWA e 11 vezes Campeão Mundial dos Pesos-Pesados da MWA. |
| 2005 | — | John Pesek                                 | Indução póstuma. Duas vezes Campeão Mundial dos Pesos-Pesados da MWA. |
| 2006 | — | Ed Don George (Edward Nye George, Jr.)     | Indução póstuma. Duas vezes Campeão Mundial dos Pesos-Pesados da AWA. |
| 2006 | — | Bill Longson (Willard Rowe Longson)        | Indução póstuma. Uma vez Campeão dos Pesos-Pesados dos Estados Centrais da NWA. Creditado como criador do piledriver. |
| 2007 | — | Earl Caddock                               | Indução póstuma. Uma vez Campeão Mundial dos Pesos-Pesados. |
| 2007 | — | Gus Sonnenberg (Gustave Adolph Sonnenberg) | Indução póstuma. Uma vez Campeão Mundial dos Pesos-Pesados e duas vezes Campeão Mundial dos Pesos-Pesados da AWA. |
| 2008 |   | Ray Steele                                 | Indução póstuma. Uma vez Campeão Britânico dos Pesos-Pesados. |
| 2008 |   | "Rough" Tom Jenkins                        | Indução póstuma. Três vezes Campeão Americano dos Pesos-Pesados. |
| 2009 |   | "The Strangler" Evan Lewis                 | Indução póstuma. Primeiro Campeão Americano dos Pesos-Pesados. |
| 2010 | — | "Dangerous" Danny McShain                  | Indução póstuma. Uma vez Campeão Mundial dos Pesos-Pesados Junior da NWA e sete vezes Campeão Texano dos Pesos-Pesados da NWA. |
| 2010 | — | "Wild" Red Berry (Ralph L. Berry)          | Indução póstuma. Nove vezes Campeão Mundial dos Pesos-Pesados Leves da NWA, duas vezes Campeão dos Pesos-Pesados dos Estados Centrais da NWA e duas vezes Campeão Texano dos Pesos-Pesados da NWA. |
| 2011 | — | Everette Marshall                          | Indução póstuma. Uma vez Campeão dos Pesos-Pesados da MWA, duas vezes Campeão Mundial dos Pesos-Pesados da NWA e uma vez Campeão Texano dos Pesos-Pesados da NWA. |
| 2011 | — | Bronko Nagurski (Bronislau Nagurski)       | Indução póstuma. Uma vez Campeão Mundial dos Pesos-Pesados e uma vez Campeão Mundial de Duplas da NWA (versão de Minneapolis). |
| 2012 |   | Abe Coleman (Abba Kelmer)                  | Indução póstuma. Considerado, na época de sua morte, o mais velho lutador do mundo. Creditado como inventor do dropkick. |
| 2012 |   | The French Angel (Maurice Tillet)          | Indução póstuma. Duas vezes Campeão Mundial dos Pesos-Pesados da AWA (versão de Boston). |
| 2013 | — | Dick Shikat                                | Indução póstuma. Uma vez Campeão Mundial dos Pesos-Pesados, uma vez Campeão dos Pesos-Pesados da Flórida e uma vez Campeão Mundial dos Pesos-Pesados da National Wrestling Association. |
| 2013 | — | Sándor Szabó                               | Indução póstuma. Uma vez Campeão Mundial dos Pesos-Pesados da National Wrestling Association, uma vez Campeão Mundial dos Pesos-Pesados da AWA (versão de Boston), uma vez Campeão Mundial de Duplas da NWA (versão de Los Angeles), duas vezes Campeão Havaiano dos Pesos-Pesados da NWA e duas vezes Campeão Mundial de Duplas da NWA (versão de São Francisco). |
| 2014 | — | Stu Hart                                   | Indução póstuma. Fundador da Stampede Wrestling e patriarca da família Hart. |
| 2014 | — | Leroy McGuirk                              | Indução póstuma. Promotor da Tri-State Wrestling e executivo da National Wrestling Alliance (NWA). Uma vez Campeão Mundial dos Pesos-Pesados Junior da NWA, uma vez Campeão Mundial dos Pesos-Pesados Junior da National Wrestling Association e três vezes Campeão Mundial dos Pesos-Pesados Leves da National Wrestling Association.                             |
| 2015 |   | The Great Gama (Ghulam Muhammad Butt)      | Indução póstuma. Um dos mais importantes nomes da luta profissional indiana. |
| 2015 | — | Joe Malcewicz                              | Indução póstuma. Celebrado lutador em Utica e São Francisco, onde também atuou como promotor. |
| 2016 |   | Earl McCready                              | Indução póstuma. Três vezes Campeão dos Pesos-Pesados do Império Britânico da NWA (versão de Toronto) e duas vezes Campeão do Império Britânico/Commonwealth (versão da Nova Zelândia). |
| 2016 | — | Joe Pazandak                               | Indução póstuma. Icônico lutador da Costa Oeste dos Estados Unidos, famoso por um segmento de nove meses onde manteve-se invicto contra lutadores profissionais e amadores. |
| 2017 | — | Yvon Robert                                | Indução póstuma. Uma vez Campeão Mundial dos Pesos-Pesados da National Wrestling Association, duas vezes Campeão Mundial dos Pesos-Pesados da AWA e uma vez Campeão de Duplas Canadense da NWA. |
| 2017 | — | "Dirty" Dick Raines                        | Indução póstuma. Uma vez Campeão Havaiano dos Pesos-Pesados da NWA. |
| 2018 |   | Fred Beell                                 | Indução póstuma. Três vezes Campeão Mundial dos Pesos-Pesados Leves. |
| 2018 | — | Ralph "Ruffy" Silverstein                  | Indução póstuma. Duas vezes Campeão Mundial da American Wrestling Association. |

### Era da Televisão
| Ano  |   | Nome no ringue (Nome real)                              | Notas |
| ---- | - | ------------------------------------------------------- | --- |
| 2002 |   | Gorgeous George (George Raymond Wagner)                 | Indução póstuma. Considerado um dos mais influentes lutadores das décadas de 1940 e 1950. Uma vez Campeão Mundial dos Pesos-Pesados da AWA (versão de Boston). |
| 2002 |   | Bruno Sammartino                                        | Duas vezes Campeão Mundial dos Pesos-Pesados da WWWF, tendo os maiores reinados da companhia, tanto individual (2,803 dias) quanto combinado (4,040 dias). Uma vez Campeão Mundial de Duplas da WWA. |
| 2003 |   | Killer Kowalski (Walter Kowalski)                       | Uma vez Campeão Mundial de Duplas da WWWF, cinco vezes Campeão Mundial dos Pesos-Pesados da IWA e quatro vezes Campeão Mundial de Duplas da IWA. |
| 2003 |   | Antonino "Argentina" Rocca (Antonino Biasetton)         | Indução póstuma. Duas vezes Campeão dos Pesos-Pesados do Texas da NWA, duas vezes Campeão Norte-Americano de Duplas da NWA (versão de Porto Rico) e duas vezes Campeão Internacional dos Pesos-Pesados da WWWF. |
| 2004 |   | "Classy" Freddie Blassie                                | Indução póstuma. Uma vez Campeão Mundial de Duplas da NWA (versão da Flórida), duas vezes Campeão Mundial de Duplas da NWA (versão da Geórgia), uma vez Campeão Mundial dos Pesos-Pesados Junior da NWA e uma vez Campeão Mundial dos Pesos-Pesados da NAWA. |
| 2004 |   | Verne Gagne                                             | Indução póstuma. Promotor da American Wrestling Association (AWA). Uma vez Campeão Mundial dos Pesos-Pesados da IWA, uma vez Campeão Mundial dos Pesos-Pesados da NWA (versão de Chicago), uma vez Campeão Mundial dos Pesos-Pesados Junior da NWA, uma vez Campeão Mundial de Duplas da NWA (versão do Texas), 10 vezes Campeão Mundial dos Pesos-Pesados da AWA, quatro vezes Campeão Mundial de Duplas da AWA, quatro vezes Campeão Mundial dos Pesos-Pesados da NWA (versão de Minneapolis) e cinco vezes Campeão Mundial dos Pesos-Pesados (versão de Omaha).                      |
| 2005 |   | Dick "The Destroyer" Beyer                              | Uma vez Campeão Mundial dos Pesos-Pesados da AWA, uma vez Campeão Mundial de Duplas da NWA (versão do Texas), três vezes Campeão Mundial dos Pesos-Pesados da WWA e duas vezes Campeão Mundial de Duplas da WWA. |
| 2005 | — | Jack Brisco (Freddie Joe Brisco)                        | Duas vezes Campeão Mundial dos Pesos-Pesados da NWA e três vezes Campeão Mundial de Duplas da NWA (versão do Meio Atlântico). |
| 2006 | — | Don Leo Jonathan (Don Heaton)                           | Uma vez Campeão Mundial dos Pesos-Pesados (versão de Omaha), uma vez Campeão Mundial dos Pesos-Pesados da CWA, uma vez Campeão Mundial de Duplas da NWA (versão de Vancouver) e duas vezes Campeão Mundial de Duplas da IWA. |
| 2006 | — | Johnny Valentine (John Theodore Wisniski)               | Uma vez Campeão Mundial de Duplas da NWA (versão de Minneapolis) e diversas conquistas de títulos regionais. |
| 2007 |   | Pat O'Connor                                            | Indução póstuma. Uma vez Campeão Mundial dos Pesos-Pesados da AWA, uma vez Campeão Mundial de Duplas da AWA, quatro vezes Campeão Mundial de Duplas da NWA (versão dos Estados Centrais), uma vez Campeão Mundial de Duplas da NWA (versão de Chicago), uma vez Campeão Mundial de Trios da NWA, uma vez Campeão Mundial dos Pesos-Pesados da NWA e uma vez Campeão Mundial de Duplas da WWA. |
| 2007 |   | Danny Hodge (Daniel Allen Hodge)                        | Sete vezes Campeão Mundial dos Pesos-Pesados Junior da NWA. |
| 2008 | — | Gene Kiniski (Eugene Kiniski)                           | Uma vez Campeão Mundial dos Pesos-Pesados da AWA, duas vezes Campeão Mundial de Duplas da AWA, uma vez Campeão Mundial dos Pesos-Pesados da NWA, uma vez Campeão Mundial dos Pesos-Pesados da NWA (versão de Chicago), três vezes Campeão Mundial dos Pesos-Pesados da NWA (versão de São Francisco) e uma vez Campeão Mundial dos Pesos-Pesados da WWA. |
| 2008 | — | Bobo Brazil (Houston Harris)                            | Indução póstuma. Oito vezes Campeão Mundial dos Pesos-Pesados da NWA (versão de Detroit), uma vez Campeão Mundial de Duplas da WWA, duas vezes Campeão Mundial dos Pesos-Pesados da WWA (Indianapolis) e duas vezes Campeão Mundial dos Pesos-Pesados da WWA (versão de Los Angeles). |
| 2009 | — | "Chief" Jay Strongbow (Luke Joseph Scarpa)              | Uma vez Campeão Mundial dos Pesos-Pesados da NWA (versão da Flórida), três vezes Campeão Mundial de Duplas da Meio-América da NWA e uma vez Campeão Mundial dos Pesos-Pesados da NWA (versão da Geórgia). |
| 2009 | — | Wladek Zbyszko (Władysław Cyganiewicz)                  | Indução póstuma. Duas vezes Campeão Mundial dos Pesos-Pesados da AWA (versão de Boston). |
| 2010 |   | Édouard Carpentier (Édouard Ignacz Weiczorkiewicz)      | Uma vez Campeão Mundial dos Pesos-Pesados (versão de Omaha), uma vez Campeão Mundial dos Pesos-Pesados da NWA, duas vezes Campeão Mundial dos Pesos-Pesados da WWA (versão de Los Angeles) e duas vezes Campeão Mundial de Duplas da WWA. |
| 2010 |   | Wahoo McDaniel (Edward McDaniel)                        | Indução póstuma. Uma vez Campeão Mundial dos Pesos-Pesados da IWA e diversas vezes campeão regional. |
| 2011 | — | Dick the Bruiser (William Afflis)                       | Indução póstuma. Uma vez Campeão Mundial dos Pesos-Pesados da AWA, cinco vezes Campeão Mundial de Duplas da AWA, uma vez Campeão Mundial dos Pesos-Pesados (versão de Omaha), 13 vezes Campeão Mundial dos Pesos-Pesados da WWA (Indianapolis), 15 vezes Campeão Mundial de Duplas da WWA e uma vez Campeão Mundial dos Pesos-Pesados da WWA (versão de Los Angeles). Também induzido como dupla de The Crusher. |
| 2011 | — | The Sheik (Ed Farhat)                                   | Indução póstuma. Promotor na região de Chicago e um dos percussores do estilo hardcore nos Estados Unidos. |
| 2012 | — | Fritz Von Erich (Jack Barton Adkisson)                  | Indução póstuma. Promotor da World Class Championship Wrestling (WCCW) e patriarca da família Von Erich. Uma vez Campeão Mundial dos Pesos-Pesados da AWA, uma vez Campeão Mundial de Duplas da NWA (versão de Minneapolis) e duas vezes Campeão Mundial dos Pesos-Pesados (versão de Omaha). |
| 2012 | — | Dominic DeNucci                                         | Uma vez Campeão Mundial de Duplas da NWA (versão de Detroit), três vezes Campeão Mundial dos Pesos-Pesados da IWA, três vezes Campeão Mundial de Duplas da IWA, uma vez Campeão Mundial de Duplas da WWA e duas vezes Campeão Mundial de Duplas da WWWF. |
| 2013 |   | "Cowboy" Bill Watts (William F. Watts, Jr.)             | Promotor da Universal Wrestling Federation (UWF) e executivo na World Championship Wrestling (WCW). Vencedor de diversos títulos regionais. |
| 2013 | — | Baron von Raschke (James Donald Raschke)                | Uma vez Campeão Mundial de Duplas da AWA, uma vez Campeão Mundial de Duplas da NWA (versão dos Estados Centrais), uma vez Campeão Mundial de Trios da NWA, três vezes Campeão Mundial de Duplas da NWA (versão do Meio-Atlântico), três vezes Campeão Mundial dos Pesos-Pesados da WWA (Indianapolis) e uma vez Campeão Mundial de Duplas da WWA. |
| 2014 | — | Bruiser Brody (Frank Donald Goodish)                    | Indução póstuma. Inovador do estilo brawling. Uma vez Campeão Mundial dos Pesos-Pesados da WWA, uma vez Campeão Mundial de Duplas da SCW e uma vez Campeão Mundial de Duplas da PWF. |
| 2014 | — | Mr. Wrestling II (John Walker)                          | Quatro vezes Campeão Mundial de Duplas da NWA (versão Mid-America) e vencedor de diversos títulos regionais. |
| 2015 | — | "Whipper" Billy Watson (William Potts)                  | Indução póstuma. Uma vez Campeão Mundial dos Pesos-Pesados da NWA e uma vez Campeão Mundial dos Pesos-Pesados da National Wrestling Association. |
| 2015 |   | Pedro Morales                                           | Três vezes Campeão Mundial de Duplas da NWA (versão de São Francisco), duas vezes Campeão Mundial dos Pesos-Pesados da WWA, quatro vezes Campeão Mundial de Duplas da WWA e uma vez Campeão Mundial dos Pesos-Pesados da WWWF. |
| 2016 | — | Hans Schmidt (Guy Larose)                               | Indução póstuma. Uma vez Campeão Mundial de Duplas da NWA (versão de Los Angeles). |
| 2016 |   | Greg "The Hammer" Valentine (Jonathan Anthony Wisniski) | Quatro vezes Campeão Mundial de Duplas da NWA (versão do Meio Atlântico), quatro vezes Campeão Mundial de Duplas da NWF e uma vez Campeão de Duplas da WWF. |
| 2017 | — | Luther Lindsay (Luther Jacob Goodall)                   | Indução póstuma. Uma vez Campeão de Duplas do Canadian Open da NWA, uma vez Campeão dos Pesos-Pesados do Havaí da NWA, duas vezes Campeão de Duplas do Havaí da NWA, uma vez Campeão dos Pesos-Pesados dos Estados Unidos da NWA (versão do Havaí), uma vez Campeão dos Pesos-Pesados do Noroeste Pacífico da NWA, 10 vezes Campeão do Duplas do Noroeste Pacífico da NWA, uma vez Campeão Canadense dos Pesos-Pesados da NWA (versão de Calgary), uma vez Campeão Internacional de Duplas da NWA (versão de Calgary) e uma vez Campeão Canadense de Duplas da NWA (versão de Calgary). |
| 2017 | — | Sputnik Monroe (Roscoe Monroe Brumbaugh)                | Indução póstuma. Importante nome contra a segregação racial e recordista de bilheteria em Memphis. Duas vezes Campeão Mundial de Duplas da NWA (versão da Flórida) e uma vez Campeão Mundial dos Pesos-Pesados Junior da NWA. |
| 2018 | — | Eddie Graham (Edward Gossett)                           | Indução póstuma. Dono da Championship Wrestling from Florida, sete vezes Campeão Mundial de Duplas da NWA (versão da Flórida) e uma vez Campeão Mundial de Duplas da Meio-América da NWA. |
| 2018 | — | Ernie "The Cat" Ladd                                    | Indução póstuma. Uma vez Campeão Mundial de Duplas da WWA e uma vez Campeão Mundial de Duplas da WWA. |

### Era Moderna
| Ano  |   | Nome no ringue (Nome real)                                    | Notas |
| ---- | - | ------------------------------------------------------------- | --- |
| 2002 |   | André the Giant (André Roussimoff)                            | Indução póstuma. Uma vez Campeão Mundial dos Pesos-Pesados da WWF e uma vez Campeão Mundial de Duplas da WWF.. |
| 2002 |   | Ricky Steamboat (Richard Blood)                               | Uma vez Campeão Mundial dos Pesos-Pesados da NWA, quatro vezes Campeão Mundial Televisivo dos Pesos-Pesados da NWA/WCW e oito vezes Campeão Mundial de Duplas da NWA/WCW. |
| 2002 | — | Buddy Rogers (Herman Rohde)                                   | Indução póstuma. Uma vez Campeão Mundial dos Pesos-Pesados da NWA, uma vez Campeão Mundial de Duplas da NWA (versão de São Francisco), uma vez e primeiro Campeão Mundial dos Pesos-Pesados da WWWF. |
| 2003 | — | Nick Bockwinkel                                               | Quatro vezes Campeão Mundial dos Pesos-Pesados da AWA, três vezes Campeão Mundial de Duplas da AWA, uma vez Campeão Mundial de Duplas da NWA (versão do Texas) e uma vez Campeão Mundial de Duplas da NWA (versão de São Francisco). |
| 2003 |   | Hulk Hogan (Terry Bollea)                                     | Seis vezes Campeão Mundial dos Pesos-Pesados da WCW, seis vezes Campeão da WWF/WWE e vencedor do Royal Rumble de 1990 e 1991. |
| 2004 |   | Terry Funk                                                    | Duas vezes Campeão Mundial dos Pesos-Pesados da ECW e uma vez Campeão Mundial dos Pesos-Pesados da NWA. |
| 2004 |   | Harley Race                                                   | Sete vezes Campeão Mundial dos Pesos-Pesados da NWA, três vezes Campeão Mundial de Duplas da AWA e uma vez Campeão Mundial dos Pesos-Pesados da WWA. Também induzido como dupla de Larry "The Ax" Hennig. |
| 2005 |   | Dory Funk, Jr.                                                | Uma vez Campeão Mundial dos Pesos-Pesados da CWA, uma vez Campeão Mundial dos Pesos-Pesados da NWA, duas vezes Campeão Mundial de Duplas da NWA (versão do Texas) e uma vez Campeão Mundial de Duplas da WWC. |
| 2005 |   | George "The Animal" Steele (William James Myers)              | Uma vez Campeão Mundial de Duplas da NWA (versão de Detroit). |
| 2006 |   | "Nature Boy" Ric Flair (Richard Fliehr)                       | Sete vezes Campeão Mundial dos Pesos-Pesados da WCW, três vezes Campeão Mundial de Duplas da NWA (versão do meio Atlântico), nove vezes Campeão Mundial dos Pesos-Pesados da NWA, duas vezes Campeão Mundial dos Pesos-Pesados da WWF, vencedor do Royal Rumble de 1992 e três vezes Campeão Mundial de Duplas da WWE.                                                                                              |
| 2006 | — | Ray "The Crippler" Stevens (Carl Ray Stevens)                 | Indução póstuma. Quatro vezes Campeão Mundial de Duplas da AWA, três vezes Campeão Mundial de Duplas da NWA (versão do meio Atlântico), cinco vezes Campeão Mundial de Duplas da NWA (versão de São Francisco), duas vezes Campeão Mundial dos Pesos-Pesados da IWA e uma vez Campeão Mundial de Duplas da IWA.Também induzido como dupla de Pat Patterson.                                                         |
| 2007 |   | Ted DiBiase                                                   | Duas vezes Campeão Mundial de Duplas da PWF, uma vez Campeão Mundial de Duplas da AJPW e três vezes Campeão Mundial de Duplas da WWF. |
| 2007 |   | Roddy Piper (Roderick Toombs)                                 | Uma vez Campeão Mundial dos Pesos-Pesados Leves da NWA, uma vez Campeão Mundial de Duplas da NWA (versão de São Francisco) e uma vez Campeão Mundial de Duplas da WWE. |
| 2008 |   | Bret "The Hitman" Hart                                        | Duas vezes Campeão Mundial dos Pesos-Pesados da WCW, uma vez Campeão Mundial de Duplas da WCW, cinco vezes Campeão Mundial dos Pesos-Pesados da WWF, duas vezes Campeão de Duplas da WWF, vencedor do King of the Ring de 1991 e 1994 e vencedor do Royal Rumble de 1994. |
| 2008 |   | Bob Backlund                                                  | Duas vezes Campeão Mundial dos Pesos-Pesados da WWF e uma vez Campeão de Duplas da WWF. |
| 2009 |   | "Superstar" Billy Graham (Eldridge Wayne Coleman)             | Uma vez Campeão Mundial dos Pesos-Pesados da IWA, uma vez Campeão Mundial dos Pesos-Pesados da CWA, duas vezes Campeão Mundial de Duplas da NWA (versão de São Francisco) e uma vez Campeão dos Pesos-Pesados da WWWF. |
| 2009 |   | "Mr. Wonderful" Paul Orndorff                                 | Três vezes Campeão Mundial de Duplas da NWA Mid-Atlantic/WCW. |
| 2009 |   | "Macho Man" Randy Savage (Randy Mario Poffo)                  | Uma vez Campeão Mundial dos Pesos-Pesados da ICW, uma vez Campeão Mundial Unificado dos Pesos-Pesados da USWA, quatro vezes Campeão Mundial dos Pesos-Pesados da WCW e duas vezes Campeão Mundial dos Pesos-Pesados da WWF. |
| 2010 |   | Stan Hansen                                                   | Quatro vezes Campeão Mundial dos Pesos-Pesados da PWF, quatro vezes Campeão Mundial de Duplas da PWF, oito vezes Campeão Mundial de Duplas da AJPW, uma vez Campeão Mundial dos Pesos-Pesados da AWA e uma vez Campeão Mundial de Duplas da NWA (versão do meio Atlântico). |
| 2010 |   | "The American Dream" Dusty Rhodes (Virgil Riley Runnels, Jr.) | Uma vez Campeão Mundial de Duplas da NWA, três vezes Campeão Mundial dos Pesos-Pesados da NWA, três vezes Campeão Mundial Televisivo da NWA, duas vezes Campeão Mundial de Duplas da NWA (versão do Meio-Atlântico), duas vezes Campeão Mundial de Trios da NWA, uma vez Campeão Mundial de Duplas da NWA (versão de Detroit), uma vez Campeão Mundial de Duplas da NWF e uma vez Campeão Mundial de Duplas da IWA. |
| 2011 |   | "The Russian Bear" Ivan Koloff (Oreal James Perras)           | Uma vez Campeão Mundial dos Pesos-Pesados da WWWF, uma vez Campeão Mundial dos Pesos-Pesados da WWA e cinco vezes Campeão Mundial de Duplas da NWA (versão do meio Atlântico). |
| 2011 |   | Jerry "The King" Lawler                                       | Uma vez Campeão Mundial dos Pesos-Pesados da CWA, duas vezes Campeão Mundial de Duplas da CWA, três vezes Campeão Mundial dos Pesos-Pesados da WCWA, uma vez Campeão Mundial dos Pesos-Pesados da AWA e 28 vezes Campeão Mundial Unificado dos Pesos-Pesados da USWA. |
| 2012 |   | Jimmy "Superfly" Snuka (James Reiher Snuka)                   | Uma vez Campeão dos Pesos-Pesados da NWA ECW e duas vezes Campeão Mundial de Duplas da NWA (versão do meio Atlântico). |
| 2012 |   | Junkyard Dog (Sylvester Ritter)                               | Indução póstuma. Uma vez Campeão Mundial Unificado dos Pesos-Pesados da USWA, uma vez Campeão Mundial de Trios da WCW e vencedor do Wrestling Classic. |
| 2013 | — | Dick Murdoch (Hoyt Richard Murdoch)                           | Indução póstuma. Uma vez Campeão Mundial de Duplas da NWA (versão de Detroit), uma vez Campeão Mundial de Duplas da NWA (versão Mid-America), uma vez Campeão Mundial de Duplas da NWF, duas vezes Campeão Mundial de Duplas da IWA, uma vez Campeão Universal dos Pesos-Pesados da WWC e uma vez Campeão de Duplas da WWF.                                                                                         |
| 2013 |   | Tito Santana (Merced Solis)                                   | Uma vez Campeão dos Pesos-Pesados da ECW, duas vezes Campeão Intercontinental da WWF, vencedor do King of the Ring de 1989 e duas vezes Campeão de Duplas da WWF. |
| 2014 |   | The Masked Superstar / Demolition Ax (Bill Eadie)             | Duas vezes Campeão Mundial de Duplas da IWA, duas vezes Campeão Mundial de Duplas da NWA Mid-Atlantic, uma vez Campeão Mundial de Duplas da NWA (versão de Detroit), uma vez Campeão Mundial de Duplas da NWA (versão Mid-America) e três vezes Campeão de Duplas da WWF. |
| 2014 | — | "Magnificent" Don Muraco                                      | Duas vezes Campeão dos Pesos-Pesados da ECW, uma vez Campeão Mundial de Duplas da NWA (versão de São Francisco), duas vezes Campeão Intercontinental da WWF e vencedor do King of the Ring de 1985. |
| 2015 |   | Mr. Perfect (Curt Hennig)                                     | Indução póstuma. Uma vez Campeão Mundial dos Pesos-Pesados da AWA, uma vez Campeão Mundial de Duplas da AWA, uma vez Campeão Universal dos Pesos-Pesados da WWC, uma vez Campeão Mundial de Duplas da WCW e duas vezes Campeão Intercontinental da WWF. |
| 2015 |   | Rick Martel (Richard Vigneault)                               | Uma vez Campeão Mundial dos Pesos-Pesados da AWA, uma vez Campeão Mundial Televisivo da WCW e três vezes Campeão de Duplas da WWF. |
| 2016 |   | "Stone Cold" Steve Austin                                     | Duas vezes Campeão Mundial Televisivo da WCW, uma vez Campeão Mundial de Duplas da WCW, uma vez Campeão Mundial de Duplas da NWA, seis vezes Campeão da WWF, quatro vezes Campeão de Duplas da WWF, vencedor do King of the Ring de 1996, vencedor do Royal Rumble de 1997, 1998 e 2001. |
| 2016 |   | Sgt. Slaughter (Robert Remus)                                 | Uma vez Campeão Mundial de Duplas da NWA (versão do meio Atlântico) e uma vez Campeão Mundial dos Pesos-Pesados da WWF. |
| 2017 |   | Mick Foley                                                    | Duas vezes Campeão Mundial de Duplas da ECW, uma vez Campeão Mundial dos Pesos-Pesados da TNA, uma vez Campeão Mundial de Duplas da WCW, uma vez Campeão Mundial de Duplas da USWA, duas vezes Campeão Mundial de Duplas da WCWA, três vezes Campeão da WWF e oito vezes Campeão de Duplas da WWF. |
| 2017 |   | Shawn Michaels (Michael Hickenbottom)                         | Duas vezes Campeão Mundial de Duplas da AWA, uma vez Campeão Mundial dos Pesos-Pesados da WWE, cinco vezes Campeão Mundial de Duplas da WWF/E, três vezes Campeão da WWF e vencedor do Royal Rumble de 1995 e 1996. |
| 2018 |   | "Hacksaw" Jim Duggan                                          | Vencedor do primeiro Royal Rumble em 1988 e uma vez Campeão dos Estados Unidos da WCW. |
| 2018 |   | Sting (Steve Borden)                                          | Seis vezes Campeão Mundial dos Pesos-Pesados da WCW, uma vez Campeão Mundial dos Pesos-Pesados da NWA, três vezes Campeão Mundial de Duplas da WCW, quatro vezes Campeão Mundial dos Pesos-Pesados da TNA e uma vez Campeão Mundial de Duplas da TNA. |

### Lutadoras
| Ano  |   | Nome no ringue (Nome real)                   | Notas |
| ---- | - | -------------------------------------------- | --- |
| 2002 |   | Mildred Burke                                | Indução póstuma. Três vezes Campeã Mundial Feminina, uma vez Campeã Mundial Feminina da NWA e uma vez Campeã Mundial Feminina dos Pesos-Pesados da WWWA. |
| 2003 |   | The Fabulous Moolah (Lilian Ellison)         | [ 94 ] |
| 2004 |   | Mae Young                                    | [ 95 ] |
| 2005 | — | Penny Banner (Mary Ann Kostecki)             | [ 96 ] |
| 2006 | — | June Byers (DeAlva Evonne Sibley)            | Indução póstuma. |
| 2007 | — | Cora Combs (Cora Svonsteckik)                | Quatro vezes Campeã Estadunidense Feminina da NWA. |
| 2008 | — | Betty Nicolli                                | [ 99 ] |
| 2009 | — | Donna Christiantello (Mary Alfonsi)          | [ 100 ] |
| 2010 | — | Kay Noble (Mary Charlene Noble)              | Indução póstuma. |
| 2011 |   | Judy Grable (Nellya Baughman)                | Indução póstuma. |
| 2012 | — | Wendi Richter                                | [ 103 ] |
| 2013 | — | Joyce Grable (Betty Wade-Murphy)             | [ 104 ] |
| 2014 | — | "Sensational" Sherri Martel (Sherri Schrull) | Indução póstuma. |
| 2015 | — | Vivian Vachon                                | Indução póstuma. |
| 2016 | — | Leilani Kai (Patty Seymour)                  | [ 32 ] |
| 2017 | — | Susan Green                                  | Uma vez Campeã Mundial Feminina da NWA e uma vez Campeã Mundial Feminina de Duplas da NWA.                                                               |
| 2018 | — | Toni Rose                                    | Quatro vezes Campeã Mundial de Duplas da NWA. |

### Lutadores Anões
| Ano  |   | Nome no ringue (Nome real)    | Notas            |
| ---- | - | ----------------------------- | ---------------- |
| 2002 | — | Sky Low Low (Marcel Gauthier) | Indução póstuma. |
| 2003 | — | Little Beaver (Lionel Giroux) | Indução póstuma. |
| 2004 | — | Lord Littlebrook (Eric Tovey) | [ 109 ]          |
| 2005 | — | Fuzzy Cupid (Leon Stap)       | Indução póstuma. |

### Duplas
| Ano  |   | Nome no ringue (Nome real)                                                                                             | Notas                                                       |
| ---- | - | --- | ----------------------------------------------------------- |
| 2003 | — | The Fabulous Kangaroos (Al Costello (Giacomo Costa) e Roy Heffernan)                                                   | Indução póstuma.                                            |
| 2004 | — | The Vachons (Maurice "Mad Dog" Vachon e Paul "Butcher" Vachon)                                                         | Indução póstuma de Paul Vachon.                             |
| 2005 | — | The Crusher e The Bruiser (Reginald Lisowski e William Afflis)                                                         | Indução póstuma.                                            |
| 2006 | — | Ray Stevens e Pat Patterson (Carl Ray Stevens e Pierre Clemont)                                                        | Indução póstuma de Ray Stevens.                             |
| 2007 | — | The Tolos Brothers (John e Chris Tolos)                                                                                | Indução póstuma de Chris Tolos.                             |
| 2008 | — | The Dusek Riot Squad (Ernie e Emil Dusek)                                                                              | Indução póstuma.                                            |
| 2009 | — | Mark Lewin e Don Curtis (Mark Lewin e Don Beitelman)                                                                   | Indução póstuma de Don Curtis.                              |
| 2010 | — | Mike e Ben Sharpe | Indução póstuma.                                            |
| 2011 | — | Road Warriors (Animal (Joe Laurinaitis), Hawk (Michael Hegstrand) e "Precious" Paul Ellering)                          | Indução póstuma de Hawk.                                    |
| 2012 | — | Wild Samoans (Afa e Sika Anoa'i)                                                                                       | [ 120 ]                                                     |
| 2013 | — | The Assassins (Jody Hamilton e Tom Renesto)                                                                            | Indução póstuma de Tom Renesto.                             |
| 2014 | — | The Fabulous Fargos (Don e Jackie Fargo (Henry Faggart))                                                               | Indução póstuma de Jackie Fargo.                            |
| 2015 | — | The Fabulous Freebirds (Buddy "Jack" Roberts (Dale Hey), Michael "P.S." Hayes (Michael Seitz) e Terry "Bam Bam" Gordy) | Indução póstuma de Buddy Roberts e Terry Gordy.             |
| 2016 | — | The Blackjacks (Blackjack Lanza (Jack Lanza) e Blackjack Mulligan (Robert Windham))                                    | [ 32 ]                                                      |
| 2017 | — | Larry "The Ax" Hennig e Harley Race                                                                                    | [ 33 ]                                                      |
| 2018 | — | Red Bastien e Billy Red Lyons (Rolland Bastien e William Snip)                                                         | Indução póstuma. Uma vez Campeões Texanos de Duplas da NWA. |

### Árbitros
| Ano  |   | Nome no ringue (Nome real) | Notas                                                                                            |
| ---- | - | -------------------------- | ------------------------------------------------------------------------------------------------ |
| 2018 | — | Joe Higuchi                | Indução póstuma. Árbitro na Japan Pro Wrestling Alliance (JWA) e All Japan Pro-Wrestling (AJPW). |

### Executivos
| Ano  |   | Nome no ringue (Nome real)    | Notas                                                      |
| ---- | - | ----------------------------- | ---------------------------------------------------------- |
| 2018 | — | Red Bastien (Rolland Bastien) | Indução póstuma. Uma vez Campeão Mundial de Duplas da AWA. |

### Território / Colegas
| Ano  |   | Nome no ringue (Nome real)                      | Notas |
| ---- | - | ----------------------------------------------- | --- |
| 2003 | — | Sam Muchnick                                    | Indução póstuma. Promotor do St. Louis Wrestling Club, um dos organizadores e ex-presidente da National Wrestling Alliance (NWA). |
| 2004 | — | Vincent J. McMahon                              | Indução póstuma. Promotor da Capitol Wrestling Corporation/World Wide Wrestling Federation/World Wrestling Federation (WWWF/WWF). |
| 2004 | — | Gordon Solie                                    | Indução póstuma. Narrador de promoções da National Wrestling Alliance (NWA) como Georgia Championship Wrestling (GCW), Championship Wrestling from Florida e Continental Championship Wrestling (CCW).                                                               |
| 2005 | — | Paul Boesch                                     | Indução póstuma. Promotor da Houston Wrestling. |
| 2006 |   | Bobby "The Brain" Heenan (Raymond Louis Heenan) | Manager e comentarista na American Wrestling Association (AWA), World Wrestling Federation (WWF) e World Championship Wrestling (WCW). |
| 2007 | — | Jack Pfefer                                     | Indução póstuma. Promotor na região de Nova Iorque. Um das primeiras personalidades a oficialmente revelar na imprensa os segredos da legitimidade da luta profissional.                                                                                             |
| 2008 | — | Joe "Toots" Mondt (James Mondt)                 | Indução póstuma. Promotor da World Wide Wrestling Federation (WWWF). |
| 2009 |   | "Captain" Lou Albano                            | Uma vez Campeão de Duplas dos Estados Unidos da WWWF. manager na World Wrestling Federation (WWF). |
| 2010 | — | Gorilla Monsoon (Robert Marella)                | Indução póstuma. Duas vezes Campeão de Duplas dos Estados Unidos da WWWF, duas vezes Campeão Mundial de Duplas da WWA e duas vezes Campeão Norte-Americano dos Pesos-Pesados da WWC. Narrador da World Wrestling Federation (WWF).                                   |
| 2011 |   | Vincent K. McMahon                              | Promotor da World Wrestling Federation/Entertainment/WWE. Uma vez Campeão Mundial dos Pesos-Pesados da ECW, uma vez Campeão da WWF e vencedor do Royal Rumble de 1999.                                                                                               |
| 2012 |   | Jim Cornette                                    | Promotor da Smoky Mountain Wrestling (SMW). Manager, comentarista e roteirista na World Wrestling Federation/Entertainment (WWF/WWE), Jim Crockett Promotions (JCP), World Championship Wrestling (WCW), Ring of Honor (ROH) e Total Nonstop Action Wrestling (TNA). |
| 2013 |   | J.J. Dillon (James Morrison)                    | Manager dos Four Horsemen, vencedor de diversos títulos regionais e executivo na World Wrestling Federation (WWF) e World Championship Wrestling (WCW). |
| 2014 | — | "Playboy" Gary Hart (Gary Williams)             | Indução póstuma. Três vezes Campeão Americano de Duplas da NWA. Manager na World Class Championship Wrestling (WCCW, onde também atuou como roteirista), Jim Crockett Promotions (JCP) e promotor da Texas All-Star Wrestling.                                       |
| 2015 | — | "Big" Jim Crockett (James Crockett, Sr.)        | Indução póstuma. Promotor da Jim Crockett Promotions (JCP). |
| 2016 |   | "Mean" Gene Okerlund                            | Repórter na American Wrestling Association (AWA), World Wrestling Federation (WWF) e World Championship Wrestling (WCW). |
| 2017 | — | George Napolitano                               | Fotógrafo especializado em luta profissional. |
| 2018 | — | Hiro Matsuda (Yasuhiro Kojima)                  | Indução póstuma. Duas vezes Campeão Mundial dos Pesos-Pesados Junior da NWA, cinco vezes Campeão Mundial de Duplas da NWA (versão da Flórida) e uma vez Campeão Mundial de Duplas da Meio-América da NWA. Após sua aposentadoria, se tornou um importante treinador. |

### Internacionais
| Ano  |   | Nome no ringue (Nome real)                           | Notas |
| ---- | - | ---------------------------------------------------- | --- |
| 2006 |   | Rikidōzan (Momota Mitsuhiro)                         | Indução póstuma. Reconhecido como o "pai do puroresu", fundador da Japan Pro Wrestling Alliance (JWA), duas vezes Campeão Mundial de Duplas da NWA (versão de São Francisco) e cinco vezes vencedor da World Big League. |
| 2007 | — | Karl Gotch (Karl Istaz)                              | Indução póstuma. Um dos mais influentes gaijins da luta japonesa. Uma vez Campeão Mundial de Duplas da WWWF e uma vez Campeão Mundial dos Pesos-Pesados da IWA. |
| 2008 | — | Giant Baba (Shohei Baba)                             | Indução póstuma. Co-fundador da All Japan Pro Wrestling (AJPW). Uma vez Campeão Mundial de Duplas da NWA (versão de Detroit), três vezes Campeão Internacional dos Pesos-Pesados da NWA, 12 vezes Campeão Internacional de Duplas da NWA, cinco vezes vencedor da Big World League, quatro vezes Campeão Mundial dos Pesos-Pesados da PWF e três vezes Campeão dos Pesos-Pesados da NWA. |
| 2009 |   | Antonio Inoki (Kanji Inoki)                          | [ 141 ] |
| 2010 |   | Mil Máscaras (Aaron Rodríguez Arellano)              | [ 142 ] |
| 2011 | — | Billy Robinson                                       | [ 143 ] |
| 2012 | — | George Gordienko                                     | Indução póstuma. |
| 2013 | — | El Santo (Rodolfo Guzman Huerta)                     | Indução póstuma. |
| 2014 | — | "Lord" Alfred Hayes                                  | Indução póstuma. |
| 2015 | — | Jumbo Tsuruta (Tomomi Tsuruta)                       | Indução póstuma. |
| 2016 | — | "High Chief" Peter Maivia (Fanene Leifi Pita Maivia) | Indução póstuma. Uma vez Campeão Mundial de Duplas da NWA (versão de São Francisco) e duas vezes Campeão Estadunidense dos Pesos-Pesados da NWA (versão de São Francisco). |
| 2017 |   | Tatsumi Fujinami                                     | [ 33 ] |
| 2018 | — | Pampero Firpo (Juan Kachmanian)                      | Uma vez Campeão Mundial de Duplas da NWA (versão do Texas). |

### Prêmio Senador Hugh Farley
| Ano  |   | Nome no ringue (Nome real) | Notas            |
| ---- | - | -------------------------- | ---------------- |
| 2006 | — | Ida Mae Martinez           | [ 148 ]          |
| 2007 | — | Billy Darnell              | Indução póstuma. |
| 2008 | — | Tom Drake                  | [ 150 ]          |
| 2009 |   | Hank Garrett               | [ 151 ]          |

### Prêmio PWHF Estado de Nova Iorque
| Ano  |   | Nome no ringue (Nome real)              | Notas            |
| ---- | - | --------------------------------------- | ---------------- |
| 2003 |   | Dick "The Destroyer" Beyer              | [ 41 ]           |
| 2003 | — | Ilio DiPaolo                            | Indução póstuma. |
| 2004 | — | Dr. John Bonica                         | Indução póstuma. |
| 2004 | — | Len Rossi (Len Rositano)                | [ 154 ]          |
| 2005 | — | Mike Mazurki (Mikhail Mazuruski)        | Indução póstuma. |
| 2005 | — | Ray "Thunder" Stern (Walter Bookbinder) | [ 156 ]          |